# 志波芳則
志波 芳則（しわ よしのり、1950年12月1日 - ）は、福岡県福岡市出身のサッカー指導者。東福岡高等学校サッカー部の監督、総監督を務めた。福岡商業高校（現福岡市立福翔高校）、日本体育大学卒（1972年）。
東福岡高等学校監督に就任すると、寺西忠成コーチ（八幡製鉄サッカー部を率いた名将）との二人三脚で1990年代を通じて高校サッカー界を代表する強豪校にまで育て上げた。1997年には高校総体、全日本ユース、高校選手権の三冠を達成、公式戦52戦無敗記録を達成した。
これまで小島宏美、山下芳輝、本山雅志、長友佑都らを日本代表やJリーグへと送り出している。
現在は総監督の肩書で、森重潤也監督と共に東福岡高等学校サッカー部の指導を行っている。
2023年5月18日、サッカー部の寮内で、規則を破った部員1人の頬を平手で1回たたいた。その後、責任を取り6月5日に辞表を提出した。

## 主な功績
- 1993年、全国高等学校選手権大会ベスト4
- 1995年、全国高等学校選手権大会ベスト4
- 1996年、高円宮杯全日本ユース選手権準優勝
- 1997年、全国高等学校総合体育大会優勝
- 1997年、高円宮杯全日本ユース選手権優勝
- 1997年、全国高等学校選手権大会優勝
- 1998年、全国高等学校選手権大会優勝
- 2002年、全国高等学校選手権大会ベスト8
- 2003年、高円宮杯全日本ユース選手権ベスト4
- 2013年、高円宮杯プレミアリーグWEST第2位
- 2014年、全国高等学校総合体育大会優勝

## 書籍
- 勝つために何をしたか、自著、日刊スポーツ出版社、1999年1月